# Nicolas-Charles Oudinot
Nicolas-Charles Oudinot, Duque de Reggio (Bar-le-Duc, 25 de abril de 1767 - Paris, 13 de setembro de 1847), foi um militar francês. Participou nas Guerras revolucionárias francesas e nas Guerras Napoleónicas. Recebeu o título de Marechal do Império em 1809.
Oudinot é um dos nomes inscritos sob o Arco do Triunfo, colunas do pilar oriental 13, 14.